# Mohammed Anas
Mohammed Anas là một cầu thủ bóng đá người Ghana thi đấu cho đội bóng Nam Phi Free State Stars, ở vị trí tiền đạo.

## Sự nghiệp
Sinh ra ở Accra, Anas từng thi đấu cho Maritzburg United và Free State Stars. Vào tháng 3 năm 2017 một đoạn phỏng vấn sau trận đấu với Anas lan truyền trên mạng, sau khi anh cảm ơn vợ và bạn gái của mình. Sau đó anh giải thích 'bạn gái' là để chỉ cô con gái của mình.